# Ellen (elefant)
Ellen født 1894 i Siam, dagens Thailand, død 1928 i København, var en asiatisk elefant (Elephas maximus) i København Zoo. 
Ellen kom til København Zoo 1896 og var en af de tre vildfødte siamesiske/thailandske elefanter som blev skænket af Andreas du Plessis de Richelieu (1852-1932) en dansk søofficer og forretningsmand som ved siden af sin militære karriere tjente en formue i Siam som admiral og marineminister.
Ellen og hanelefanten Chang (1872-1918) som allerede var i Zoo da Ellen kom boede i Zoos første hus, lavet af træ og kun med et hegn mellem de to elefanter og publikum. 1906 opdagede man at Ellen var drægtig, hvilket trak mange interesserede til Zoo. Den første elefant fødsel trak dog en del ud, da man i København Zoo ikke helt havde styr, hvor lang tid en elefant var drægtig, det betød at fødslen som først var blev beregnet til december 1906 viste sig at være forkert, for der kom ingen unge, foråret og sommeren gik uden elefantungen havde meldt sin ankomst. Aviserne og københavnerne  begyndte at kalde elefantgraviditeten fup og et reklamestunt, der skulle skaffe flere besøgende. En avis  påstod at Ellen hver morgen blev pumpet tyk med en cykelpumpe,men Kaspar kom alligevel til verden 9. december 1907, den første danskfødte elefantunge og den fjerde i Europa.
Parret fik senere yderligere to unger Julius (efter Julius Schiøtt 1912-1921) og Lauritz, (efter Lauritz Heymann-Block 1916-1916), som havde svært ved at støtte på sine ben. Den blev aflivet tre uger gammel. Kaspar blev 20 år. Efter disse unger måtte København Zoo vente til 1970, før næste elefantunge blev født. 
Ellen måtte aflives 1928 på grund af problem med sine fødder obduktionen viste at hun led af rakitis, en sygdom, der skyldes mangel på calcium. 